# Aphycus sapporoensis
Aphycus sapporoensis är en stekelart som först beskrevs av Compere och Annecke 1961.  Aphycus sapporoensis ingår i släktet Aphycus och familjen sköldlussteklar. Inga underarter finns listade i Catalogue of Life.